# Виллар, Луи I де Бранкас
Луи I де Бранкас (фр. Louis I de Brancas; 14 февраля 1663 — 24 января 1739), герцог де Виллар, пэр Франции — французский государственный и военный деятель.

## Биография
Сын Луи-Франсуа де Бранкаса, герцога де Виллара, и Мари-Мадлен Жирар.
Крещен 1 марта 1663, восприемниками при крещении были Людовик XIV и Анн-Мари-Луиза Орлеанская, герцогиня де Монпансье.
Полковник пехотного полка (26.09.1684).
14 декабря 1709 отказался от герцогства-пэрии в пользу сына. На Михайлов день в 1721 году удалился в аббатство Ле-Бек, где вел благочестивую жизнь.
Оставался в монастыре до октября 1731 года, после чего перебрался в учреждение ораторианцев в Париже.

## Семья
1-я жена (контракт 5.07.1680, брак с церковного разрешения): Мари де Бранкас (ок. 1651—27.08.1731), дама де Мобек, дочь Шарля де Бранкаса, маркиза де Мобек, и Сюзанны де Гарнье. Придворная дама Елизаветы Баварской, герцогини Орлеанской
Дети:
- Луи-Антуан (12.02.1682—1.02.1760), герцог де Виллар. Жена (14.12.1709): Мари-Анжелика Фремен де Мора (1676—7.06.1763), дочь Гийома Фремена, графа де Мора, и Мари-Анжелики Кадо
- Мари-Жозеф (18.10.1687 — после 1735), маркиз д'Уаз

2-я жена (24.02.1738): Луиза-Диана-Франсуаза де Клермон-Гальранд, дочь Пьера-Гаспара де Клермон-Гальранда и Габриели-Франсуазы д'О. Вдова своего кузена Жоржа-Жака де Бовилье, маркиза де Сент-Эньяна. Придворная дама дофины (наследница герцогини де Бранкас с 10.1750), вступила в должность в 1762